# Șevcenkove, Kotelva
Șevcenkove (în ucraineană Шевченкове) este un sat în comuna Mîkilka din raionul Kotelva, regiunea Poltava, Ucraina.

## Demografie
Componența lingvistică a localității Șevcenkove
     Ucraineană (90,58%)
     Rusă (6,52%)
     Română (2,9%)
Conform recensământului din 2001, majoritatea populației localității Șevcenkove era vorbitoare de ucraineană (90,58%), existând în minoritate și vorbitori de rusă (6,52%) și română (2,9%).